# Bankkarte

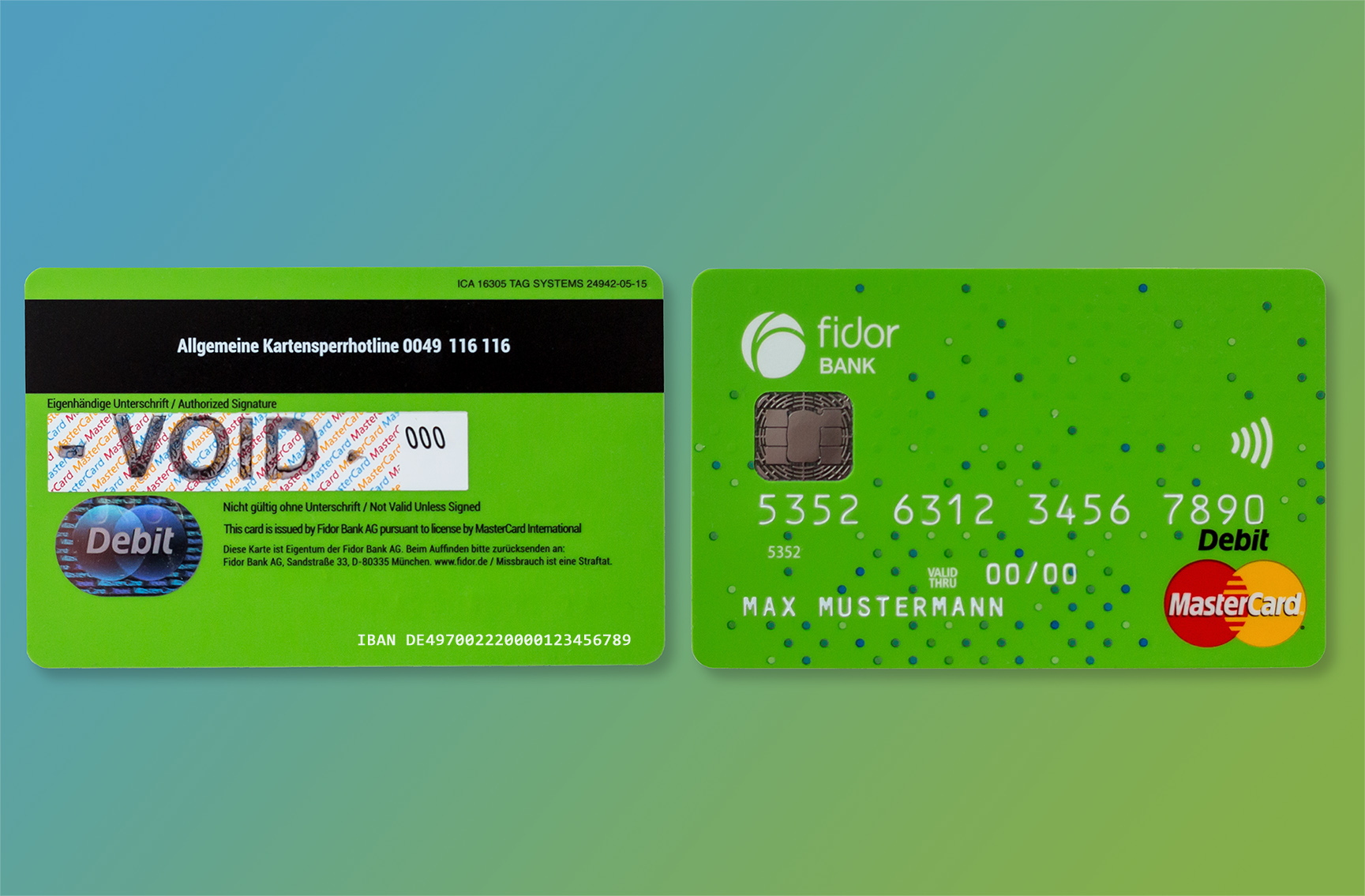
Die erste Debit-MasterCard einer deutschen Bank. Das Foto zeigt eine Musterkarte.

Als Bankkarten (auch: Servicekarten; englisch Bank cards) werden im Zahlungsverkehr Plastikkarten bezeichnet, die von einem Kreditinstitut als Aussteller ausgegeben werden. 

## Allgemeines
Diese reinen Bankkarten ohne Zahlungsfunktion können nicht für den bargeldlosen Zahlungsverkehr eingesetzt werden und sind daher keine Zahlungskarten. Sie sind heute selten, denn die am häufigsten vorkommenden  Debitkarten dienen im bargeldlosen Zahlungsverkehr als Zahlungsinstrument für die Bezahlung bei Händlern oder Verkäufern. Im Jahre 2011 gab es unter den 132,7 Millionen Zahlungskarten in Deutschland lediglich 2,1 Millionen Bankkarten ohne Zahlungsfunktion. Ihr Format entspricht wie bei allen Zahlungskarten der Größe des Personalausweises (ISO 7810).

## Arten
Die Ursprungsform war die reine Bankkarte, die lediglich für Barauszahlungen, Bareinzahlungen und den Kontoauszugsdrucker genutzt werden kann. Später gingen Kreditinstitute dazu über, auch die Zahlungsfunktion etwa durch Nutzung am Überweisungsterminal freizuschalten. Sie ist dann eine „Bankkarte mit Zahlungsfunktion“ und wird dadurch zur Debitkarte. „Zahlungsfunktion“ bedeutet, dass die Bankkarte mit einer Kontobindung versehen ist, so dass das mit ihr verbundene Girokonto sofort belastet werden kann.
In Kombination mit Contact EMV über V Pay gibt es eine europaweite Akzeptanz.

## Funktion
Als kontogebundene Zahlungskarten ohne Zahlungsfunktion können reine Bankkarten lediglich für Barauszahlung oder Bareinzahlung so wie auch für den Kontoauszugsdrucker oder das Überweisungsterminal verwendet werden. Die Bargeldfunktion kann am Geldautomaten oder am Bankschalter erfüllt werden. Die frühe Version der US-amerikanischen ATM-Karte (Abkürzung für: „Automatic Teller Machine“) konnte ausschließlich am Geldautomaten benutzt werden.
Die Nutzung der Bankkarte erfolgt am Geldautomaten durch Einsatz der PIN, am Bankschalter der kontoführenden Bank in Verbindung mit PIN, Personalausweis oder Unterschrift.